# Проспект Николая Корыткова
Проспе́кт Никола́я Корытко́ва (до 2020 года — проспе́кт 50 ле́т Октября́) — проспект в Пролетарском районе Твери. Начинается от проспекта Ленина и идёт до Тверской окружной дороги.
Проспект застроен 5-этажными жилыми домами по типовым проектам в 1966—1967 годах. Также здесь расположены Тверской полиграфический комбинат детской литературы имени 50‑летия Октября, завод железобетонных изделий № 2, комплекс зданий научно-производственного объединения «Центрпрограммсистем». На проспекте есть крупные магазины: «Универсал», «Прогресс». С 1939 до 2009 года по проспекту проходила трамвайная линия, которая была демонтирована летом 2011 года. В 2012 году в конце проспекта была сооружена Мигаловская эстакада.

## История
Проспект возник в 1957 году на месте прежнего Мигаловского шоссе. Своё первоначальное название проспект получил в ознаменование полувекового юбилея Великого Октября.
17 декабря 2020 года переименован в честь Николая Корыткова.

## Транспорт
- Автобусы №: 20, 21.
- Маршрутные такси: 2, 9, 11, 14, 22, 52, 202, 207, 226.